# Киновидеотехнический колледж
Санкт-Петербургский киновидеотехнический колледж при Санкт-Петербургском государственном институте кино и телевидения. Старейшее среднее профессиональное  учебное заведение кинематографии России, ведущее свою родословную с 1 октября 1923 года. Это структурное , реализующее программы среднего профессионального образования по специальности 55.02.01 Театральная и аудиовизуальная техника (по видам).

## История
1 октября 1923 год институт фотографии и фототехники, открытый в 1918 году, был реорганизован в фотокинотехникум с кино- и фототехническими отделениями. С тех пор история  техникума тесно переплетается с историей института киноинженеров (сегодня - Государственный университет кино и телевидения).
В октябре 1925 года в состав кинотехникума вошёл существовавший в Ленинграде техникум экранного искусства. Успешное развитие звукового кино требовало специалистов высокой квалификации, и на базе Ленинградского фотокинотехникума 1 октября 1930 года был открыт Ленинградский учебный комбинат высшей и средней кинофототехники.
С 1923 по 1935 гг. техникум размещался по улице Правды, д.13, принадлежавший ранее Училищному Совету Синода, а в 1935 г. его домом стал бывший Орловский дворец в Стрельне.
В 1945 году техникум возобновил свою работу  в здании института киноинженеров на ул. Правды д.13.
С 1954 года кинотехникум  является базовым для средних специальных учебных заведений киноотрасли СССРа.
В 1968 году техникум обрел постоянный дом на улице Правды, д.20.
В 1992 году техникуму был присвоен статус колледжа.
В 2007 году колледж вошёл в состав Санкт-Петербургский государственный институт кино и телевидения на правах структурного подразделения.